# Szalbionka
Szalbionka (biał. Шальбенка, Szalbienka) – rzeka na Białorusi, w obwodzie homelskim. W 1921 roku zaczynała swój bieg w pobliżu folwarku Rahozin, a następnie płynęła w kierunku północno-zachodnim, pomiędzy wsiami Kononowszczyna i Łubieniki. Obecnie, w wyniku irygacji i osuszania, w znacznym stopniu zanikła lub zmieniła swój bieg.